# 扬州浸会医院旧址
扬州浸会医院旧址位于中国江苏省扬州市广陵区南通西路98号苏北人民医院内，该院由美南浸信会差会伊文思医师（Dr.P.S.Evens）创办于清光绪二十六年（1900），同时作为医院和传教士疗养所。1948年后由苏北人民行政公署卫生局接管，1952年后苏北人民医院迁入。
原院内原有洋楼6栋，现存3栋，建于民国十年（1921），北侧的两栋原为医护人员宿舍，现为医院总务处，建筑均为青砖砌筑，四坡屋顶、砖柱门廊，楼内西侧建有壁炉；西侧的一栋原为院长宿舍，现为医院办公场所，墙体已改为白色瓷砖贴面，屋顶也已换为红色钢瓦。